# Adelbylund
Koordinaten: 54° 46′ 54″ N, 9° 27′ 12″ O
Adelbylund ist der Name eines Stadtbezirkes im Stadtteil Sandberg der kreisfreien Stadt Flensburg. Der Bezirk liegt im Osten der Stadt unweit der Johanniskirche Flensburg-Adelby. Der angeldänische Name bezieht sich auf eine kleine Hölzung (Lund = Hain) nahe dem alten Hauptdorf (Adelby).

## Geschichte
Adelbylund bestand im 17. Jahrhundert nur aus den beiden großen Höfen Groß und Klein Adelbylund, die nach Sünderuphof die größten Besitzungen im Kirchspiel Adelby waren. Wichtig war die Erzeugung von Milchprodukten, für die es in der nahen Stadt Flensburg einen großen Absatzmarkt gab. Spätestens im 18. Jahrhundert entstand entlang der Flensburg-Kappelner Landstraße eine kleine Katensiedlung einschließlich des Wirtshauses Angelsund. Die Häuser gehörten jedoch zum nahen Hof Klein Adelbylund. Zu Groß Adelbylund am alten Weg von Flensburg zur Adelbyer Kirche gehörte ebenfalls eine nahe gelegene Wirtshauskate Adelby, zudem wurden im 19. Jahrhundert die beiden Parzellen Löwenberg (nahe südlich der Kirche) und Adelbylunder Meierhof (später Tarupfeld genannt) nordöstlich von Tarup abgelegt.
Solange das Herzogtum Schleswig bestand, gehörte Adelbylund zum Amt Flensburg und zur Husbyharde. Nach der Angliederung an Preußen 1867 wurde das Amt zum Landkreis umgewandelt, und Adelbylund wurde Teil der Gemeinde Sünderup. 1889 wurde Adelbylund Verwaltungssitz des Amtsbezirks Adelby, der allerdings 1900 und 1910 durch Eingemeindungen nach Flensburg drastisch verkleinert wurde. Baulich wuchs Adelbylund entlang der Kappelner Straße noch im 19. Jahrhundert mit Flensburg zusammen, doch die beiden nördlich der Hauptstraße gelegenen Höfe blieben nach wie vor bestehen. In den 1950er Jahren wuchs Adelbylund beträchtlich in Richtung Süden.
Bei einem Gebietsaustausch 1966 und 1967 wurde ein Gebiet mit 78 Einwohnern von Sünderup an Tarup abgegeben. Zudem ging das Gebiet der Adelbyer Kirche mit 30 Einwohnern an Sünderup über. Am 1. Januar 1970 schlossen sich die Gemeinden Tarup und Sünderup zur Gemeinde Adelby zusammen. Das zu Sünderup gehörende Adelbylund, wo sich die Gemeindeverwaltung befand, wurde am 26. April 1970 an die Stadt Flensburg abgetreten. Am 24. März 1974 wurden auch Tarup und Sünderup nach Flensburg eingemeindet.
An das alte Adelbylund erinnert noch der Straßenname für diesen Teil der alten Flensburg-Kappelner Landstraße. Der Hof Klein Adelbylund existiert noch als landwirtschaftlicher Betrieb. Groß Adelbylund ist heute eine Werkstatt und Wohnstätte für geistig behinderte Menschen, welche den Namen Holländerhof führt, eine spätere Bezeichnung für den Hof Groß Adelbylund. Von den alten Bauten steht jedoch nur noch der kaiserzeitliche Neubau des Wirtshauses Adelby. In der Zeit um 2000 wurden auch die letzten Felder und Wiesen im Bereich Adelbylund bebaut, fast ausschließlich mit Einfamilienhäusern.